# Communication interstellaire
La communication interstellaire réfère à la transmission de signaux entre un système planétaire et un autre. Envoyer un message interstellaire (en) est beaucoup plus aisé que le voyage interstellaire et serait rendu possible grâce à la technologie et l'équipement disponible. Même si cela est possible, il s'agit tout de même d'avoir un interlocuteur de l'autre côté, afin de communiquer. Avec ce dernier point, il n'est pas actuellement possible de savoir si la communication interstellaire peut exister.

## Message radio

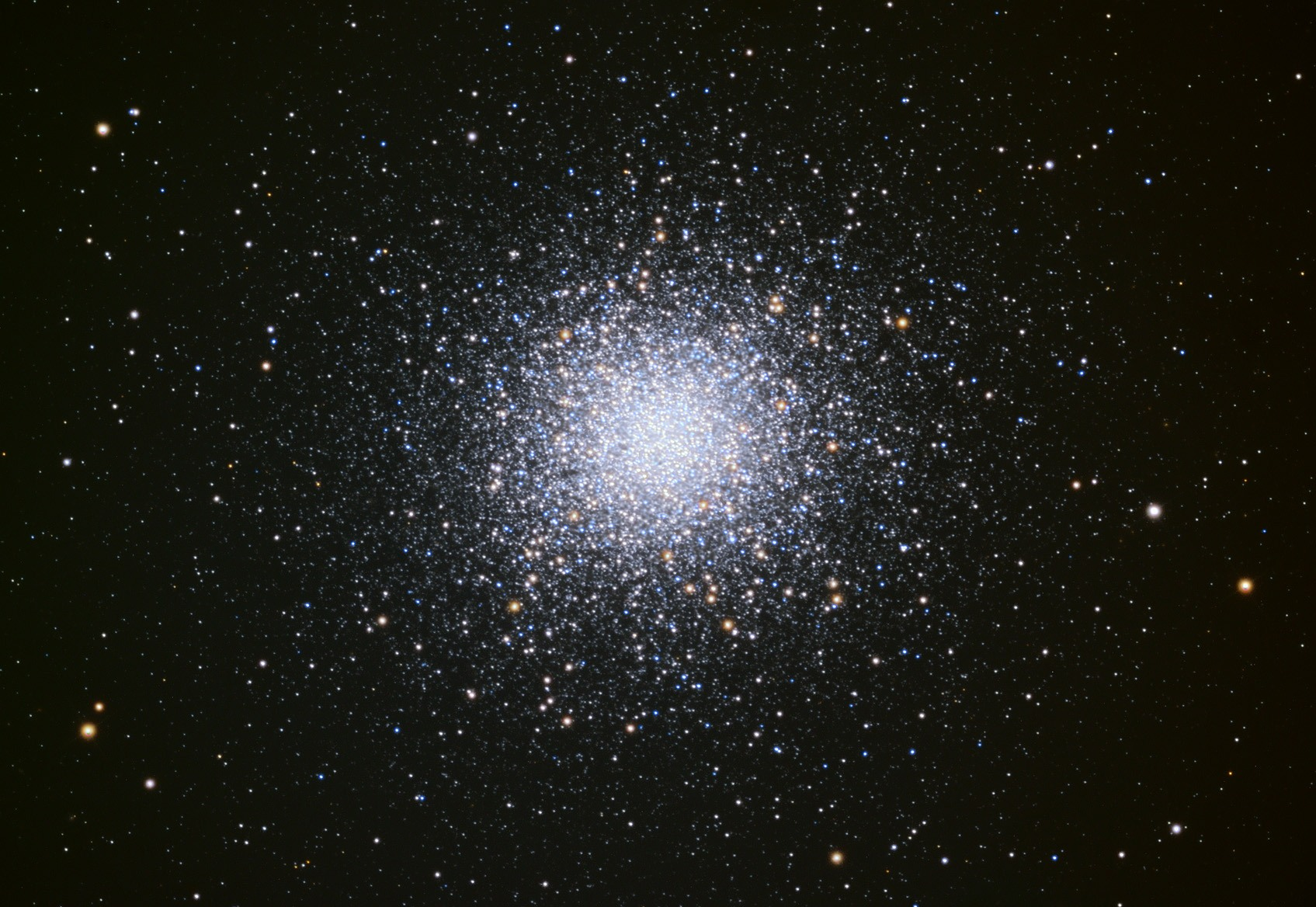
L'amas globulaire Messier 13 a déjà été une cible pour une communication interstellaire par message radio.

Au cours des dernières décennies, le projet SETI a recherché des signaux qui auraient pu être transmis par une vie extraterrestre localisée à l'extérieur du Système solaire. Elles ont été menées en s'appuyant sur les fréquences radio du spectre électromagnétique. Une attention spéciale est donnée au point d'eau, qui est l'une des fréquences d'absorption neutre de l'hydrogène. En plus d'être moins sensible au bruit de fond, cette fréquence a un lien symbolique avec les bases de ce qui pourrait être les biochimies les plus communes.
Les impulsions émises régulièrement par les pulsars ont été brièvement considérées comme des signaux provenant de formes de vie intelligente. D'ailleurs, le premier pulsar a été nommé « LGM-1 », pour Little Green Men (« petits hommes verts » en français). Il a rapidement été conclu que ces signaux étaient d'origines naturelles.
Plusieurs tentatives ont été faites pour transmettre un signal jusqu'à d'autres étoiles. L'un des plus connus est le message d'Arecibo envoyé du radiotélescope d'Arecibo en 1974. Il s'agit d'un message très simple dirigé vers l'amas globulaire M13, situé à quelque 30 000 années-lumière du Système solaire.

## Autres méthodes

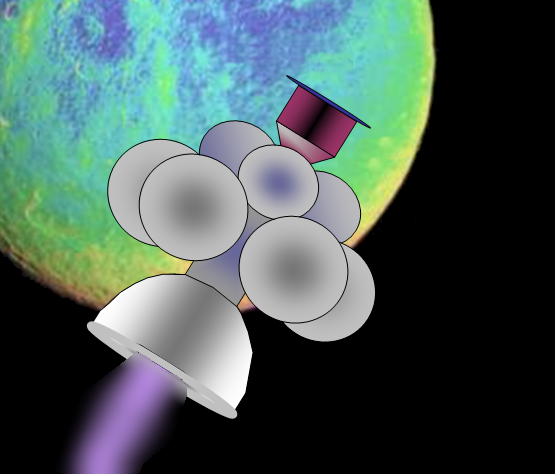
Vision d'artiste de la sonde servant à la communication interstellaire dans le Projet Daedalus.

Une autre technique envisagée est l'envoi de signaux à des fréquences plus élevées, comme des lasers. Situés dans le spectre visible, il n'est pas nécessaire d'injecter beaucoup d'énergie pour émettre un faisceau laser plus brillant que l'étoile locale du point de vue de la cible[citation nécessaire].
D'autres méthodes plus exotiques de communication ont été proposées, comme faire osciller des neutrinos ou émettre des ondes gravitationnelles. Ces méthodes auraient l'avantage d'être peu influencées par le milieu interstellaire, mais elles impliquent un niveau technologique supérieur à la technologie actuelle.
Certains penseurs proposent aussi d'envoyer un « colis ». Ceci pourrait s'avérer efficace pour plusieurs applications[évasif]. Bien que ces colis physiques seraient limités en vitesse si on les compare aux ondes électromagnétiques et autres signaux pouvant atteindre une vitesse semblable à celle de la lumière, la quantité d'information pouvant être encodée dans quelques tonnes de matière pourrait compenser cette faiblesse. La possibilité d'utiliser des sondes spatiales interstellaires — connues sous le nom de sonde de Bracewell — a été proposée en 1960 par Ronald Bracewell, même si leur faisabilité technique reste à démontrer.
Les recherches effectuées par les programmes Messaging to Extra-Terrestrial Intelligence (en) (METI) et Communication with Extraterrestrial Intelligence (en) (CETI) permettent d'élaborer des protocoles post-détection pour gérer des signaux ou messages confirmés de civilisations extraterrestres.